# Hobbs in a Hurry
Pour plus de détails, voir Fiche technique et Distribution.
Hobbs in a Hurry est un film muet américain réalisé par Henry King et sorti en 1918.

## Synopsis
Le millionnaire J. Warren Hobbs, Sr., envoie son jeune fils vivant au Nouveau-Mexique pour racheter une mine qu'il pensait auparavant sans valeur mais qui depuis a découvert qu'elle est riche en gisements de tungstène. Lord Willoughby, le frère jumeau du propriétaire de la mine, suggère au rival commercial de Hobbs, Rufus Renshaw, d'acheter la mine, après quoi la fille de Willoughby, Renshaw et Renshaw, Helen, la chérie de Hobbs, Jr., prend un train en direction de l'ouest. Irrité quand Helen méprise ses avances, Lord Willoughby se déguise en son frère et vend à Renshaw la mine; pendant ce temps, Hobbs, Jr. l'achète à son véritable propriétaire, Louis Willoughby. Peu de temps après que Renshaw découvre que Lord Willoughby l'a trompé, Hobbs, Jr. apprend que la mine est sans valeur après tout et la vend à Renshaw en échange de la permission du vieil homme d'épouser Helen. Après avoir trompé avec succès toute la fête, Hobbs et sa fiancée font une sortie rapide.

## Fiche technique
- Réalisation : Henry King
- Scénario : Jules Furthman, d'après une histoire de George Lee McCandless
- Production : William Russell Productions
- Date de sortie : 
  - États-Unis : 6 octobre 1918

## Distribution
- William Russell : J. Warren Hobbs Jr.
- Henry A. Barrows : J. Warren Hobbs Sr.
- Winifred Westover : Helen Renshaw
- Richard Morris : Rufus Renshaw
- Hayward Mack : Lord Willoughby
- Carl Stockdale : Angus MacDonald